# 新欧州橋
新欧州橋（しんおうしゅうきょう、新ヨーロッパ橋、ノヴァ・エヴロパ橋、ブルガリア語: Нова Европа、ルーマニア語: Podul Noua Europă、英: New Europe Bridge）は、ヨーロッパの東南部を流れるドナウ川に架かる橋の1つ:10。ブルガリア・ヴィディン州の町ヴィディンとルーマニア・ドルジュ県の都市カラファトを結んでいる:10。2007年からおよそ6年かけて建設され、2013年6月に開通した。2014年に『エンジニアリング・ニュース＝レコード』誌によるグローバル・アワード・オブ・メリットを受賞している。

## 概要
橋は、ブルガリアの最北西端部にある。ドナウ川の、ブルガリアとルーマニアの国境をなす610キロメートルの部分に最初に架けられたのが、河口から488.7キロメートルの地点にある第1ドナウ橋であり、2番目に架けられたのが、河口から796.1キロメートルの地点にある新欧州橋である。
橋は、汎ヨーロッパ回廊の4号線および欧州自動車道路のE79号線の一部を構成する。車線は片側2車線ずつの計4車線であり、自転車道、鉄道線路および緊急車両用道路が1本ずつ、歩行者用道路が2本設けられている。ルーマニアとブルガリアの合弁会社「ヴィディン＝カラファト・ドナウ橋」が2013年6月6日に設立され、この会社が橋の管理・運営および料金徴収などの業務を行っている。
建設はスペインの建設会社、FCCによって行われた。設計はFCCとスペインのエンジニアリング会社、カルロス・フェルナンデス・カサドが担当した。建築主はブルガリアの運輸省である。

## 名称
建設段階では、第2ドナウ橋（第2ドナウ架橋、ドナウ第2架橋、ドナウ川第2架橋、ブルガリア語: Дунав мост 2、ルーマニア語: Podul Dunării 2、英: Danube Bridge 2）という名称で呼ばれていた:10。カラファト＝ヴィディン橋（ブルガリア語: Мост Калафат-Видин、ルーマニア語: Podul Calafat-Vidin、英: Calafat-Vidin bridge）が正式名称であるとする文献がある一方で、ヴィディン＝カラファト・ドナウ橋（ブルガリア語: Дунав мост Видин-Калафат、ルーマニア語: Podul Dunării Vidin-Calafat、英: Danube Bridge Vidin-Calafat）が正式名称であるとする文献もある:10。ヴィディン＝カラファト橋（ブルガリア語: Мост Видин-Калафат、ルーマニア語: Podul Vidin-Calafat、英: Vidin-Calafat Bridge）とも呼ばれる。
新欧州橋という名称は通称であるとされるが:10、これが正式名称であるとする文献もある。2013年6月15日に、ブルガリアの当時の運輸・情報技術・通信大臣ダナイル・パパゾフがラジオ放送局、ダリック・ラジオの番組内で「ドナウ川に架かる新しい橋は、新欧州橋と呼ばれる」と述べている。

## 由来
1909年にヴィディンの住民らによって、ヴィディンとカラファトを結ぶ橋をドナウ川に架けることを要求する請願書が、ブルガリアの当時の首相アレクサンドル・マリノフに提出されており、ルーマニア側も同意していたが、このときは橋の建設は実現されなかった。
第2ドナウ橋を建設するプロジェクトは、1990年代後半に立ち上げられたが、その進行の途中で暗礁に乗り上げることが何度もあった。2000年3月27日、ブカレストにおいて、第2ドナウ橋の建設に関する両国間の宣言への署名が、ルーマニアの当時の首相ムグル・イサレスクとブルガリアの当時の首相イヴァン・コストフによって実施された。同年6月5日、ブカレストにおいて、第2ドナウ橋の建設に関する技術的、組織的、法的および財政的な問題に関するルーマニア政府とブルガリア政府との間の協定への署名が、ルーマニアの当時の外務大臣ペトレ・ロマンとブルガリアの当時の外務大臣ナデジダ・ミハイロヴァによって実施された。
2005年3月に入札が行われる。建設工事は2007年5月13日に開始された。2012年10月24日までに建設工事の大部分が終了し、同日、ルーマニアの当時の首相ヴィクトル・ポンタとブルガリアの当時の首相ボイコ・ボリソフが渡り初めを行う。2013年4月に完成され、同年6月14日に開通された。

## 構造
橋の全長は3,598メートルである。河川の上を通過する部分の長さは1,971メートルであり、これを全長とする文献もある。高さは44.77メートルである。橋には2万6,000トンの鋼鉄、12万立方メートルのコンクリートおよび2,300トンのPC鋼材が用いられている。
ルーマニア側の航行可能な部分は、構造形式がエクストラドーズド橋となっており、高さが39 - 45メートルの4本の主塔があり、支間長は124.0＋3×180.0＋115.0メートルである。ブルガリア側の航行不可能な部分は、高さが4 - 20メートルの8つの橋脚が設けられており、支間長は52.0＋7×80.0メートルである。幅員は31.35メートルである。プレストレスト・コンクリートでできた箱桁は4.5メートルの深さがあり、横断支柱が設備されている。